# Portland (Arkansas)
Portland è un centro abitato degli Stati Uniti nella contea di Ashley, nello stato dell'Arkansas. La popolazione era di 430 persone al censimento del 2010.

## Geografia fisica
Portland è situata a 33°14′12″N 91°30′42″W (33.236791, -91.511539).
Secondo lo United States Census Bureau, ha un'area totale di 1,1 miglia quadrate (2,8 km²).

## Società

### Evoluzione demografica
Secondo il censimento del 2000, c'erano 552 persone.

### Etnie e minoranze straniere
Secondo il censimento del 2000, la composizione etnica della città era formata dal 55,62% di bianchi, il 42,93% di afroamericani, lo 0,18% di nativi americani, lo 0,91% di altre razze, e lo 0,36% di due o più etnie. Ispanici o latinos di qualunque razza erano il 2,72% della popolazione.